# Günter Erlewein
Günter Erlewein (* 6. Mai 1928 in München) ist ein deutscher Gewerkschafter, Politiker (SPD) und Multifunktionär. Von 1968 bis 1988 gehörte er dem Landtag von Baden-Württemberg an.

## Leben
Erlewein kam als Kind nach Heilbronn. Nach dem Schulbesuch in Heilbronn, Arbeits- und Kriegsdienst wurde Erlewein 1945 Straßenbahner bei der Straßenbahn Heilbronn. Ab 1953 war er dort Betriebsrat. 1955/56 studierte er an der Akademie der Arbeit in Frankfurt am Main und trat anschließend in den Dienst der Gewerkschaft ÖTV, der er 1956 bis 1964 als Rechtsschutzreferent und Tarifsachbearbeiter, 1964 bis 1974 als Geschäftsführer und Vorsitzender der ÖTV Heilbronn diente. 1974 bis 1978 war er Vorsitzender des DGB-Bezirks Baden-Württemberg.
1966 bis 1975 war Erlewein Vorsitzender des SPD-Ortsvereins Heilbronn, 1970 bis 1972 zudem Vorsitzender des SPD-Kreisverbands Heilbronn. Dem Landtag von Baden-Württemberg gehörte er von Mai 1968 bis Februar 1988 für den Wahlkreis Heilbronn-Stadt bzw. (ab 1976) für den Wahlkreis Heilbronn an, 1968 und 1972 mit einem Direktmandat, ab 1976 mit einem Zweitmandat. Im Landtag gehörte Erlewein dem Finanzausschuss an.
Erlewein ist evangelischer Konfession, aus der Ehe mit seiner Frau Hede (1924–2011) gingen drei Kinder hervor. Neben seinen Ämtern in Gewerkschaft und Politik übte er eine Vielzahl von Ehrenämtern aus. So war er Landesvorsitzender des Arbeiter-Samariter-Bunds in Baden-Württemberg, stellvertretender Kreisvorsitzender der Europa-Union in Heilbronn und 34 Jahre Vorstandsmitglied der Arbeiterwohlfahrt in Heilbronn. Bis Februar 2012 war Erlewein Vorsitzender des VdK-Kreisverbandes Heilbronn.

## Auszeichnungen
Günter Erlewein wurde 1974 das Bundesverdienstkreuz am Bande verliehen, 1978 das Bundesverdienstkreuz 1. Klasse, 1985 das Große Verdienstkreuz. 1988 erhielt er den Ehrenring der Stadt Heilbronn, 1990 die Verdienstmedaille des Landes Baden-Württemberg, 2008 die Willy-Brandt-Medaille der SPD. Als Dank für Hilfstransporte mit Lebensmitteln und Medikamenten, die er ab 1989 für den Lions Club organisierte, ernannte ihn die kroatische Stadt Osijek zu ihrem Ehrenbürger. Der VdK-Kreisverband Heilbronn ernannte ihn für seine Verdienste 2012 zum Ehrenvorsitzenden.